# J'étais une pécheresse

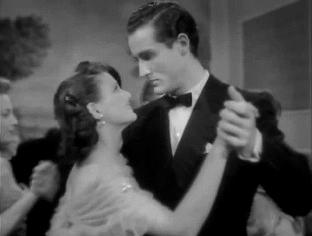
Geraldine Brooks et Vittorio Gassman dans une scène du film

J'étais une pécheresse (Ho sognato il paradiso) est un film italien réalisé par Giorgio Pàstina, sorti en 1950.

## Synopsis
Giorgio est un jeune juge italien, qui fait la connaissance de Maria dans un bus, qui s’arrête dans un village où ils vont tomber amoureux. Contrant chacun par leurs occupations, le couple se voit très sporadiquement même s'ils continuent de s'aimer passionnément. Il ignore cependant que Maria est en réalité une prostituée de casino. Elle espère que grâce à lui, elle pourra enfin changer de vie une fois qu’ils seront mariés. Mais un jour, dans le casino où elle travaille, un homme meurt lors d’une rencontre avec une prostituée et le juge est envoyé sur place pour enquêter. Il découvre de façon la vérité. Se sentant perdue après avoir essayé de trouver des excuses auprès de celui qu'elle aime, Maria se jette par la fenêtre et meurt sur le coup.

## Fiche technique
- Titre original : Ho sognato il paradiso
- Réalisation : Giorgio Pàstina
- Scénario : Fulvio Palmiero et Giorgio Pastina, d'après la pièce de Guido Cantini
- Dialogues : Giulio Pacuvio
- Photographie : Arturo Gallea
- Musique : Alessandro Cicognini
- Monatage : Giancarlo Cappelli
- Décors : Ottavio Scotti
- Costumes : Augusto Canali
- Production : Alberto Giacalone
- Pays d'origine : Italie
- Format
- Genre : melodrame
- Durée : 91 minutes
- Date de sortie :  Italie : 19 janvier 1950

## Distribution
- Geraldine Brooks : Maria
- Vittorio Gassman : Giorgio
- Franca Marzi : la collègue de Maria
- Giulio Battiferri : Mario
- Riccardo Billi : Raffaele
- Gemma Bolognesi : Mme Ebe
- Ernesto Calindri : Marco
- Anna Maria Ferri : Lucia
- Gianni Guarnieri : Francesco
- Lucille Marsh : Ada
- Armando Migliari : Pasquale
- Nico Pepe : Alfredo
- Aroldo Tieri : Adriano
- Saro Urzì : Carlo
- Egisto Olivieri